# Среднее Мультинское
Сре́днее Мульти́нское — одно из Мультинских озёр в Республике Алтай. Расположено на реке Мульта между озёрами Верхнее Мультинское и Нижнее Мультинское, от которого отделено плотиной из нагромождений валунов. Часть памятника природы «Мультинские озера».
Площадь водной глади 105,9 гектара, объем воды 8,74 млн. м³. Озеро имеет длину 1990 метров, ширину 750 м, среднюю глубину 8 м. По более новым замерам 2020 года, площадь водной глади 91,7 гектара, длина 1700 метров, ширина 650 м, средняя глубина 10,5 м, а максимальная глубина 16,8 м.
Форма близка к вытянутому прямоугольнику. Озеро значительно больше по площади акватории, чем Верхнее и Поперечное, но меньшей глубины. Берега крутые, западный и восточный берега являются склонами хребтов, ограничивающие долину и покрытых каменистыми осыпями, и только у самого озера поросших хвойным лесом. Береговая полоса состоит из валунов и крупного камня. С южной стороны в озеро впадает Мульта, образуя дельту, обильно заросшую макрофитами. Выше по реке к озеру прилегает кочковатое болото, поросшее хвойными деревьями. На севере из озера вытекает река Мульта, образуя своеобразную плотину, сложенную крупными валунами и отделяющую озеро Среднее от Нижнего Мультинского. В 250 м ниже по долине расположено Нижнее Мультинское озеро, на реке между ними расположен перекат — водопад.
Рельеф котловины озера простой чашеобразный. Глубины падают к центру озера довольно равномерно. Более крутой уклон дна наблюдается у западного и восточного берегов. В центре
озера находятся максимальные глубины, доходящие до 16 м. Наиболее мелководна южная часть озера, где глубины составляют в среднем 3-6 м.
Цвет воды в озере зеленовато-молочный, прозрачность до 3,7 метров, по другим данным, до 5 м в пелиагале.
По гидрологическим и гидрохимическим характеристикам озёра Верхнее, Среднее, Нижнее Мультинские и Поперечное схожи между собой. Озёра глубокие, дно сложено галькой, валунами и глыбами. В донных отложениях присутствуют илы, мощность которых наибольшая в Среднем Мультинском.
На озере расположен кордон Катунского заповедника и гостевые домики.